# Ільченко Віра Романівна
Ві́ра Рома́нівна І́льченко (18 липня 1937 р., м. Чорнобиль Київської області) — український педагог, керівник розробників моделі цілісної освіти «Довкілля». Доктор педагогічних наук (1990), професор (1991), дійсний член Національної Академії педагогічних наук України (1999). Директор Науково-методичного центру інтеграції змісту освіти НАПН України (1999—2013), завідувач лабораторії інтеграції змісту освіти Інституту педагогіки НАПН України (з 1994 р.), голова громадської організації "Освітній центр «Довкілля» (з 1995 р.).
Співавтор понад 20 підручників з цілісної соціоприродничої, природничої освіти для 1-11 класів, керівник колективу розробників навчальних програм з цілісної освіти для 1-11 класів, навчальних посібників для учнів, методичних посібників для вчителів (dovkillya.org.ua [Архівовано 28 лютого 2014 у Wayback Machine.]).

## Біографія
Народилася 18 липня 1937 року в м. Чорнобилі Київської області в родині робітників.
У 1954 р. закінчила середню школу зі срібною медаллю.
У 1954—1959 рр. навчалася на фізико-математичному факультеті Київського педагогічного інституту ім. Максима Горького (нині Національний педагогічний університет ім. М. Драгоманова). Була ленінським стипендіатом, з відзнакою закінчила інститут.
Після здобуття вищої освіти В. Р. Ільченко працювала в с. Барахтах Васильківського району Київської області (1959—1961) та в м. Чорнобилі (1961—1978) інспектором райвно й учителем фізики Чорнобильської середньої школи № 1.
У 1976 p. захистила кандидатську дисертацію «Формування в учнів уявлення про загальність основних законів неживої природи (у процесі вивчення фізики і хімії)» (м. Київ).
У 1978 p. В. Р. Ільченко запрошують на посаду викладача методики фізики до Мозирського педагогічного інституту. Після аварії на ЧАЕС В. Р. Ільченко переїхала до Полтави для догляду за батьками, евакуйованими з Чорнобиля через аварію на ЧАЕС.
З 1987 р. — доцент кафедри методики фізики та теоретичної фізики Полтавського державного педагогічного інституту ім. В. Г. Короленка (нині Полтавський національний педагогічний університет ім. В. Г. Короленка).
У 1990 р. захистила докторську дисертацію «Формування в учнів середньої школи природничо-наукового світорозуміння в процесі навчання» (м. Київ). Отримала звання професора кафедри методики фізики та теоретичної фізики Полтавського державного педагогічного інституту ім. В. Г. Короленка (1991 p.).
У 1994 р. В. Р. Ільченко обрано членом-кореспондентом Академії педагогічних наук України. У цьому ж році вона очолила новостворену лабораторію інтеграції змісту освіти Національна академія педагогічних наук України, засновану на матеріальній базі Полтавського обласного інституту післядипломної освіти педагогічних працівників ім. М. В. Остроградського.
У 1995 р. очолила громадську організацію "Освітній центр «Довкілля».

## Науково-педагогічна діяльність[Архівовано6 березня 2014 уWayback Machine.]
У 1990 р. під керівництвом В. Р. Ільченко з ініціативи колективу авторської національної школи № 37 (нині загальноосвітня школа № 37) розпочалась робота з розроблення концепції цілісного змісту освіту [Архівовано 6 березня 2014 у Wayback Machine.], навчального плану, програм та підручників для забезпечення діяльності школи, [Архівовано 6 березня 2014 у Wayback Machine.] напрямом якої було «Формування цілісної свідомості ділової людини». Звідси бере початок модель цілісної освіти «Довкілля» [Архівовано 6 березня 2014 у Wayback Machine.] — варіант освіти для стійкого розвитку, яка є альтернативною до традиційної освіти.
В освітній моделі «Довкілля» [Архівовано 6 березня 2014 у Wayback Machine.] поборений фактологічний, вузькопредметний традиційний зміст освіти завдяки інтеграції його на основі загальних закономірностей природи перетворений на цілісний і спрямований на формування цілісної свідомості учнів, майбутніх представників суспільства, що в будь-якій діяльності опираються на закони, поєднують знання про збереження довкілля із забезпеченням високого розвитку економіки, з урахуванням життєстійкості суспільства і довговічності нації.
Під керівництвом В. Р. Ільченко розроблено (1990—1992) наукову концепцію авторської школи [Архівовано 6 березня 2014 у Wayback Machine.], навчальний план з інтегрованим природознавчим курсом «Довкілля» [Архівовано 6 березня 2014 у Wayback Machine.] для 1-6 класів, систему навчальних програм цілісної освіти «Природознавство» [Архівовано 6 березня 2014 у Wayback Machine.] (1994), започатковано комплект до них підручників і посібників для учнів та вчителів написання й апробація яких тривала впродовж 1992—2012 рр..
Освітня модель швидко поширювалася в школах країни, діставши серед педагогів свою назву «Довкілля» [Архівовано 28 лютого 2014 у Wayback Machine.], яка походить від назви предмету «Довкілля» та системи інтегрованих курсів «Довкілля». За кордоном освітня модель «Довкілля» [Архівовано 6 березня 2014 у Wayback Machine.] відома під назвою «Логика природы». [Архівовано 7 березня 2014 у Wayback Machine.]
Педагогічний колектив школи № 37 м. Полтави спільно з ученими під керівництвом В. Р. Ільченко розпочав упровадження освітньої моделі «Довкілля» [Архівовано 6 березня 2014 у Wayback Machine.] як освіти для стійкого розвитку в практику навчального закладу (1991—1993).
У 1994 році на базі Полтавського обласного інституту післядипломної освіти педагогічних працівників ім. М. В. Остроградського за ініціативою комісії з питань науки і освіти Верховної Ради України та Президії АПН України [Архівовано 6 лютого 2014 у Wayback Machine.] було відкрито лабораторію інтеграції змісту освіти Інституту педагогіки АПН України, яку очолила член-кореспондент АПН України В. Р. Ільченко. Ядро лабораторії склали дидакти В. Р. Ільченко і К. Ж. Гуз, філософ С. Ф. Клепко, психолог В. Ф. Моргун. Навколо лабораторії об'єдналися вчителі початкових класів, фізики, хімії, біології, географії, які розпочали планомірну теоретичну і практичну роботу над інтеграцією («зціленням») змісту початкової соціоприродничої та природничо-наукової освіти основної і старшої школи.

### Основними характеристики Освітньої моделі «Довкілля»[Архівовано6 березня 2014 уWayback Machine.]
- цілісність змісту освіти, [Архівовано 6 березня 2014 у Wayback Machine.] яка формується на основі найзагальніших закономірностей природи (збереження, спрямованості самочинних процесів до рівноважного стану, періодичності процесів у природі), що слугують наскрізними принципами інтеграції, обґрунтування елементів знань;

- формування в учнів національного життєствердного образу світу, що зумовлює життєствердну модель світу суспільства і нації — умову її довговічності (Е. Фромм, М. Попович);

- пізнання учнями етносоціоприродного довкілля на систематичних уроках серед природи, зв'язків народу з його довкіллям, умов збереження довкілля для прийдешніх поколінь;

- введення біоритму життєдіяльності етносу, закладеного в його обрядовому колі, в навчальний процес школярів (1-11 кл.) через систему уроків серед природи, які рекомендовано за можливості проводити в дні народних свят.

Освітня модель «Довкілля» [Архівовано 6 березня 2014 у Wayback Machine.] була покликана дати відповіді на питання, які виникли у В. Р. Ільченко під час роботи в школі. «Наскільки потрібні і необхідні дітям для щасливого життя у час навчання і в майбутньому десятки тисяч „основних“ понять фізики, хімії, біології, географії, математики, історії, літератури, мови? Що діється зі свідомістю дитини, її здоров'ям, її душею внаслідок такого „тоталітарного“, „все-підрядного“ вивчення основ наук? Як перетворити школу в місце життєтворчості школяра, в місце самочинного розвитку дитинного мислення учня до розуму соціально зрілої особистості?»
У 1996 р. Президія Академії педагогічних наук України і колегія Міністерства освіти і науки України прийняли спільне рішення про проведення Всеукраїнського експерименту з метою перевірки ефективності освітньої моделі «Довкілля» та її навчально-методичного забезпечення.
Відповідальними за проведення експерименту були призначені такі установи, як Інститут педагогіки АПН України (лабораторія інтеграції змісту шкільної освіти) та Полтавський обласний інститут післядипломної освіти педагогічних працівників ім. М. В. Остроградського. На базі Полтавського ОІПОПП були організовані Всеукраїнські курси з підготовки педагогів до викладання інтегрованих курсів, впровадження в практику школи цілісної освіти «Довкілля» (освіти стійкого розвитку).
Колектив лабораторії інтеграції змісту освіти не міг охопити всіх охочих працювати над проблемами інтеграції освіти. Тому в 1999 р. Президія академії педагогічних наук України спільно з Полтавським ОІПОПП ухвалила рішення про створення Науково-методичного центру інтеграції змісту освіти Академії педагогічних наук України, який почав працювати на самофінансуванні, тобто на громадських засадах.
Науково-методичний центр інтеграції змісту освіти (НМЦІЗО) об'єднав однодумців з-поміж учених Полтави, Києва, Одеси, Рівного, Івано-Франківська та інших міст. Серед науковців, які співпрацювали з центром, — A.M. Богуш, академік АПН України, доктор педагогічних наук, професор Південноукраїнського національного педагогічного університету імені К. Д. Ушинського; Е. Л. Носенко, член-кореспондент АПН України, доктор психологічних наук, професор Дніпропетровського національного університету ім. Олеся Гончара; Ю. Я. Фіалков, доктор хімічних наук, професор Київського політехнічного інституту; С. С. Морозюк, професор Національного педагогічного університету ім. М. П. Драгоманова; М. П. Лебедик, педагог-соціолог, кандидат педагогічних наук, доцент Полтавського університету економіки і торгівлі; К. В. Сєдих, доктор психологічних наук, завідувач кафедри педагогіки і психології Української медичної стоматологічної академії та інші.
Кожен учений зробив свій внесок у розвиток ідеї інтеграції та створення моделі цілісної освіти «Довкілля» з її навчально-методичним забезпеченням. Так, за допомогою A.M. Богуш «Довкілля» охопило дошкільні заклади. Консультації і праці Е. Л. Носенко допомогли науковому співробітнику лабораторії О. М. Мащенко розробити технологію створення дидактичних тезаурусів для підручників «Довкілля». Під керівництвом Ю. Я. Фіалкова розроблений підручник хімії нового покоління. За участі С. С. Морозюк були розроблені підручники з біології для освітньої моделі «Довкілля», докорінно відмінні від діючих традиційних підручників. За участі К. В. Сєдих для учнів початкової школи розроблені «Щоденники спостережень», які спрямовують пізнавальну діяльність дитини на дослідження довкілля та зміцнення свого здоров'я.

### Найважливіші досягнення наукової школи «Довкілля»
- Розроблення теорії формування і втілення в практику вітчизняної школи цілісної освіти «Довкілля», альтернативної традиційному фактологічному змісту освіти; розв'язання стратегічних завдань реформування змісту вітчизняної освіти (в напрямку розробки інтегрованих курсів), поставлених у Державній національній програмі «Освіта» («Україна ХХІ ст.») .

- Розроблення теоретичних основ та методичної системи формування життєствердного образу світу дошкільнят та учнів загальноосвітньої школи, його основи — екологічного образу природи, системи занять у довкіллі як основних умов реалізації засад освіти стійкого розвитку, формування цілісної свідомості особистості.

- Створення системи навчально-методичного забезпечення (понад 50 найменувань) до освітніх галузей «Людина і світ», «Природознавство» для учнів загальноосвітньої школи (1-11 класи), яка реалізує засади освіти стійкого розвитку та підготовку учнів до міждисциплінарних досліджень (через систему інтегрованих курсів для дошкілля, початкової, основної, старшої школи), втілює особистісно-орієнтовану освіту.

- Розроблення навчального плану, програм та навчально-методичного забезпечення для перепідготовки вчителів до впровадження інтегрованих курсів, до реалізації міждисциплінарних досліджень учнів.

- Обґрунтування змісту і структури ядра цілісної соціоприродничої початкової освіти, природничої освіти основної та старшої школи, еволюції ядра в процесі навчання учнів загальноосвітньої школи та експериментальна перевірка засвоєння його учнями як умови розуміння ними цілісності знань про етносоціоприродне довкілля, про природу; досягнення природовідповідно високих рівнів інтелекту, оволодіння природничо-науковою компетентністю та забезпечення ефективною, справедливою освітою.

- Досягнення економічної ефективності освіти:

 — через реалізацію інтеграції змісту освіти в підручниках інтегрованих курсів початкової, основної, старшої школи, видання яких для держави економічно вигідніше, ніж видання вузькопредметних підручників;
 — через формування в учнів здатності до виконання роботи при найменшій затраті енергії (втілення в навчально-методичному забезпеченні ідей вітчизняного економіста і природознавця С. А. Подолинського, методики обґрунтування елементів знань, навчальної діяльності на основі закономірностей збереження і перетворення енергії, спрямованості процесів до рівноважного стану) і включення — вперше у вітчизняній та світовій педагогіці — до змісту освіти і навчального процесу (з початкової школи) базових закономірностей, які є основою парадигми сучасного наукового мислення.
- Розроблення навчально-методичного забезпечення освітньої моделі «Довкілля», яке реалізує екологічну філософію для дітей завдяки розкриттю змісту:

 — основного положення екологічного реалізму (істинність наших знань про довкілля можемо встановити лише в безпосередньому спілкуванні з довкіллям, яке в шкільному житті забезпечується системою уроків серед природи в 1-11 кл.);
 — одного з основних принципів освіти стійкого розвитку — принципу соціоприродної справедливості, який в підручниках і посібниках для учнів розкривається через положення: всі форми життя рівноправні, кожна має право на існування за законами природи, збереження життя на Землі можливе за умов визнання розвитку живих систем за законами природи, без «перемоги» над ними людини;
 — заповіту Г. Сковороди: «Пізнай природу, пізнай свій народ, пізнай себе» в підручниках, посібниках, на уроках серед природи, які методична система «Довкілля» пропонує по можливості проводити в дні народних свят; у діяльність дітей вводиться обрядове коло народу, в якому зі святковими днями пов'язані екологічні сценарії для дітей, ігри, прикмети для передбачення стану довкілля і т.п;
 — оздоровлення і розумовий розвиток дітей пов'язується з біоритмом довкілля й етносу.
Заслуговують на увагу і менш глобальні досягнення наукової школи «Довкілля» (введення в освіту нового етносоціоприродничого предмету «Довкілля» та здоров'язбережувального середовища з екологічною стежкою, заповідниками на території школи, куточками довкілля тощо).
У 2000 р. комісія Міністерства освіти і науки України підвела підсумки Всеукраїнського експерименту з метою перевірки ефективності освітньої моделі «Довкілля». Наказом № 529 від 13.11.2000 р. предмет «Довкілля», освітня модель «Довкілля» [Архівовано 6 березня 2014 у Wayback Machine.] та її навчально-методичне забезпечення були допущені до використання в загальноосвітніх навчальних закладах. У пояснювальній записці комісія розкрила значення «Довкілля» для формування в учнів життєствердного образу світу, розвитку їхнього інтелекту, мотивації до навчання, зміцнення здоров'я та підвищення навченості. Школи отримали офіційно визнану цілісну освіту — альтернативу фактологічній педагогіці, від якої намагається відмовитися світ.
З 2003 р. підручники до освітньої моделі «Довкілля» почали видаватися за державні кошти. З лабораторією інтеграції змісту освіти співпрацює видавництво «Довкілля-К» (директор — доктор педагогічних наук К. Ж. Гуз).
У 2010 р. за підручниками освітньої моделі «Довкілля» [Архівовано 6 березня 2014 у Wayback Machine.] навчалося понад 1 млн учнів з 1 по 11 клас, а також дошкільнята. Упродовж 1994—2012 рр. під керівництвом В. Р. Ільченко були видані колективні монографії (5), підручники (близько 20), навчальні посібники для учнів (10), методичні посібники для вчителів (10), збірники наукових праць (5 випусків), навчальні програми. www.dovkillya.org.ua [Архівовано 2 квітня 2022 у Wayback Machine.].

## Відзнаки та нагороди
Звання «Відмінник освіти УРСР» В. Р. Ільченко отримала у 1972 р.,
«Відмінник освіти України» — у 2006 р.
Нагороджена медалями К. Ушинського (2007) і Г.Сковороди (2013).
Підручники «Довкілля» для 5-6 класів, написані В. Р. Ільченко в співавторстві з К. Ж. Гузом, стали переможцями конкурсу, організованого Міжнародним фондом «Відродження» і були видані за кошти цього фонду. Міжнародний фонд «Відродження» виступив спонсором проекту «Розвиток мислення молодших школярів».